# Campionat dels Estats Units de motocròs femení
El Campionat dels Estats Units de motocròs femení (en anglès, Women's Pro Motocross Championship) és la màxima competició de motocròs femení que es disputa als Estats Units. És el campionat femení de motocròs més antic del món (se celebra des del 1974) i, juntament amb el campionat del món, el més prestigiós. Els títols de campiona nacional dels Estats Units es reserven per a les pilots de la màxima categoria, "Pro", per bé que n'hi ha d'altres per a categories inferiors, el més important dels quals és el de campiona amateur (Loretta Lynn's Women's AM Champion), decidit a una única cursa celebrada al circuit del ranxo de Loretta Lynn, a Tennessee.
Les primeres edicions del campionat van ser organitzades per entitats diverses, moltes d'elles, associacions amateurs creades per practicants o entusiastes d'aquest esport. Durant els primers anys, el títol es decidia a una única cursa, celebrada sovint a Califòrnia. A partir de 1996, l'AMA va començar a validar oficialment el títol de National Champion que atorgaven aquelles entitats i, del 2009 al 2018, les curses femenines van formar part del campionat AMA de motocròs sota la categoria WMX, amb un complet calendari de curses arreu del país. D'ençà del 2019, el campionat ha tornat al format inicial d'una única prova i es decideix al motocròs de Loretta Lynn, abreujat LLMX.

## Història

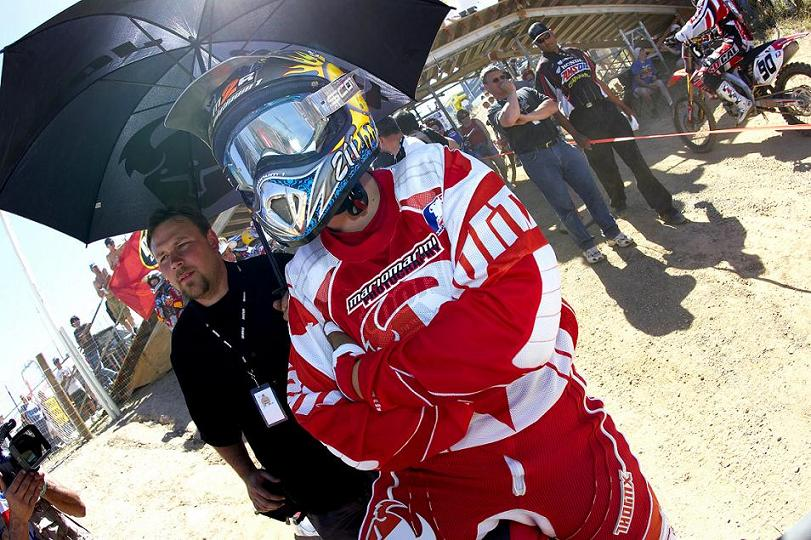
Stefy Bau al circuit de Hangtown (Califòrnia) durant un campionat dels Estats Units

El 1974 va tenir lloc a Indian Dunes, prop de Valencia (Califòrnia), el primer campionat nacional específicament femení dels Estats Units, anomenat Powder Puff National Championship. Nou mil espectadors van assistir a l'esdeveniment, que va congregar 300 corredores. El campionat Powder Puff era una competició disputada a una sola prova on les dones podien córrer en diverses mànegues classificatòries en què es decidia qui arribava a l'eliminatòria principal, que era la darrera cursa de la nit i la que permetia guanyar el campionat. La guanyadora d'aquell primer campionat, Nancy Payne, va ser una de les primeres nord-americanes a córrer a Europa.
El 1975, el nom del campionat, no gaire ben trobat (powder puff és 'bronja' de maquillatge en anglès, cosa que tenia cert biaix masclista), es va canviar pel de Women's Motocross Nationals. Aquest campionat s'ha celebrat anualment des d'aleshores fins a l'actualitat, amb les úniques excepcions del 1982 i el 1995, en què no es va convocar. A partir del 1982, el campionat d'aficionats que organitza anualment a Tennessee Loretta Lynn (Loretta Lynn's Amateur Championship) va començar a incloure també curses en categoria femenina amateur, abreujada "AM".
Des del 1974 fins a l'actualitat, el títol de "campiona nacional" de motocròs femení dels Estats Units ha estat lliurat per diverses entitats i sota diferents formats. Si inicialment, la campiona nacional es decidia a una única prova, generalment disputada a Califòrnia, a mesura que l'AMA s'hi va anar implicant a partir de 1996, el campionat anà prenent un format més equiparable al masculí, amb un complet calendari de proves a celebrar per tot el país al llarg de la temporada. De 2009 a 2018, a més, aquest calendari coincidia sovint amb el del campionat masculí, de manera que homes i dones (des d'aleshores integrades a la categoria WMX) competien al mateix circuit per tandes.
L'AMA es va desentendre del campionat WMX un cop acabada la temporada del 2018, de manera que, a partir del 2019, allò més semblant a un campionat nacional femení va passar a ser la cursa anual de Loretta Lynn, la qual va atorgar des d'aleshores el títol de "Loretta Lynn's Women's Champion" a les pilots de categoria "Pro". A partir del 2022, aquest títol va recuperar l'anterior denominació, WMX.

## Organitzadors
Al llarg dels anys, els campionats de motocròs femenins dels Estats Units han estat organitzats per entitats i associacions diverses. Durant les primeres edicions, sovint van ser fruit d'iniciatives personals de promotors independents que es feien càrrec de l'organització a títol individual. Fins al 1995, els títols de campiona atorgats per aquests organitzadors no tenien el reconeixement oficial de l'AMA, tot i que eren considerats com a tals pel món del motocròs americà.
Les entitats i promotores independents que han organitzat el campionat i atorgat el títol de campiona nacional de motocròs fins a l'actualitat han estat les següents:
| Entitat     | Nom/Promotor                                 | Edicions        | Suport AMA |
| ----------- | -------------------------------------------- | --------------- | ---------- |
| PURR        | Powder Puffs Unlimited Riders and Racers     | 1974-1975       |            |
| IWMA        | International Women's MX Association         | 1976            |            |
| -           | Vicki Miller Haag                            | 1978-1979       |            |
| Diversos    | Scientific Drilling Controls                 | 1980            |            |
| Bel-Ray     | Calumet Specialty Products Partners, L.P.    | 1981            |            |
| -           | Denise DeVines                               | 1983-1984       |            |
| Coors Light | Coors Brewing Company                        | 1985            |            |
| CRC         | CRC Motorsports                              | 1987            |            |
| WMXA        | Women's Motocross Association                | 1988-1991       |            |
| WMSA        | Women's Motorsport Association               | 1992-1993       |            |
| WIMSA       | Women's International Motorsport Association | 1994            |            |
|             |                                              |                 |            |
| WML         | U.S. Women's Motorcycle League               | 1996-2003       | 1          |
| WMA         | Women's Motocross Association                | 2004-2008       | 1          |
| MX Sports   | MX Sports Pro Racing, Inc.                   | 2009-2018       | 1          |
| LLMX        | Loretta Lynn's Ranch                         | 2019-Actualitat | 1          |

Notes
1. ↑  No s'ha trobat informació dels organitzadors de les edicions de 1977 i 1986
2. ↑  Amb el patrocini de Kawasaki i Russ Darnell Motocross Schools
3. ↑  Amb el patrocini d'Oakley, ND, US Suzuki, THOR i Russ Darnell Motocross Schools

## Llista de guanyadores
A grans trets, el campionat de motocròs femení dels Estats Units s'ha organitzat i atorgat en tres grans fases:
1. Títols atorgats per entitats diverses (1974-1995)
2. Títols reconeguts per l'AMA (1996-2018)
3. Títols atorgats pel Loretta Lynn's Amateur Championship, abreujat LLMX (2019-Actualitat)

### Entitats diverses (1974-1995)
Font:
| Any  | "National"                        | "National"                        | "National"                        | Altres            | Altres             | Altres              |
| Any  | Campiona                          | Títol                             | Lloc                              | Campiona          | Títol              | Lloc                |
| ---- | --------------------------------- | --------------------------------- | --------------------------------- | ----------------- | ------------------ | ------------------- |
| 1974 | Nancy Payne                       | Powder Puff                       | Indian Dunes, CA                  | -                 | -                  | -                   |
| 1975 | Teri Kezar                        | PURR                              | Carlsbad, CA                      | Sue Fish          | Superbowl          | LA Coliseum, CA     |
| 1976 | Sue Fish                          | IWMA                              | Valencia, CA                      | -                 | -                  | -                   |
| 1977 | Sue Fish                          | 125cc                             | San Antonio, TX                   | Johanna Stenersen | 250cc              | San Antonio, TX     |
| 1978 | Carey Steiner                     | GN                                | Carlsbad, CA                      | -                 | -                  | -                   |
| 1979 | Dede Cates                        | Women's MX                        | Carlsbad, CA                      | Sue Fish          | U.S. Invitational  | Carlsbad, CA        |
| 1980 | Dede Cates                        | Women's MX                        | Carlsbad, CA                      | -                 | -                  | -                   |
| 1981 | Kathy Holman                      | Women's MX                        | Carlsbad, CA                      | Kim Douglass      | Califòrnia (estat) | Saddleback, CA      |
| 1982 | No hi va haver campionat nacional | No hi va haver campionat nacional | No hi va haver campionat nacional | Lisa Akin         | LLMX AM            | Hurricane Mills, TN |
| 1983 | Kimi Douglass                     | Women's                           | Saddleback, CA                    | Lisa Akin         | LLMX AM            | Hurricane Mills, TN |
| 1984 | Lisa Akin                         | Women's MX                        | Adelanto, CA                      | Lisa Akin-Wagner  | LLMX AM            | Hurricane Mills, TN |
| 1985 | Mercedes González                 | Coors Light                       | Adelanto, CA                      | Lisa Akin-Wagner  | LLMX AM            | Hurricane Mills, TN |
| 1986 | Mercedes González                 | Women's                           | Glen Helen, CA                    | Mercedes González | LLMX AM            | Hurricane Mills, TN |
| 1987 | Vicky Jackson                     | CRC                               | Califòrnia                        | Mercedes González | LLMX AM            | Hurricane Mills, TN |
| 1988 | Mercedes González                 | WMXA Nat'l                        | Califòrnia                        | Lisa Akin-Wagner  | LLMX AM            | Hurricane Mills, TN |
| 1989 | Mercedes González                 | WMXA Nat'l                        | Califòrnia                        | Mercedes González | LLMX AM            | Hurricane Mills, TN |
| 1990 | Mercedes González                 | WMXA Nat'l                        | Califòrnia                        | Mercedes González | LLMX AM            | Hurricane Mills, TN |
| 1991 | Mercedes González                 | WMXA MX                           | Califòrnia                        | Mercedes González | LLMX AM            | Hurricane Mills, TN |
| 1992 | Cindy Cole                        | WMSA                              | Perris, CA                        | Tiffany Greenwood | LLMX AM            | Hurricane Mills, TN |
| 1993 | Dee Wood                          | WMSA                              | Califòrnia                        | Kristy Shealy     | LLMX AM            | Hurricane Mills, TN |
| 1994 | Dee Wood                          | WIMSA                             | Oklahoma                          | Cindy Cole        | LLMX AM            | Hurricane Mills, TN |
| 1995 | No hi va haver campionat nacional | No hi va haver campionat nacional | No hi va haver campionat nacional | Kristy Shealy     | LLMX AM            | Hurricane Mills, TN |

### AMA (1996-2018)
| Any  | "National"        | "National"  | "National"          | Altres            | Altres         | Altres              |
| Any  | Campiona          | Títol       | Lloc                | Campiona          | Títol          | Lloc                |
| ---- | ----------------- | ----------- | ------------------- | ----------------- | -------------- | ------------------- |
| 1996 | Shelly Kann       | AMA/WML     | EUA                 | Kristy Shealy     | LLMX AM        | Hurricane Mills, TN |
| 1997 | Traci Fleming     | AMA/WML     | EUA                 | Kristy Shealy     | LLMX AM        | Hurricane Mills, TN |
| 1998 | Dee Wood          | AMA/WML     | EUA                 | Shelly Kann       | LLMX AM        | Hurricane Mills, TN |
| 1999 | Stefy Bau         | WML         | EUA                 | Jessica Patterson | LLMX AM        | Hurricane Mills, TN |
| 2000 | Jessica Patterson | WML         | EUA                 | Jessica Patterson | LLMX AM        | Hurricane Mills, TN |
| 2001 | Tania Satchwell   | WML         | EUA                 | Stefy Bau         | LLMX AM        | Hurricane Mills, TN |
| 2002 | Stefy Bau         | WML         | EUA                 | Jessica Patterson | LLMX AM        | Hurricane Mills, TN |
| 2003 | Steffi Laier      | WML         | EUA                 | Sarah Whitmore    | LLMX 12+ AM    | Hurricane Mills, TN |
|      |                   |             |                     |                   |                |                     |
| 2004 | Jessica Patterson | WMA         | EUA                 | Tarah Gieger      | LLMX 12+ AM    | Hurricane Mills, TN |
| 2005 | Jessica Patterson | WMA         | EUA                 | Sarah Whitmore    | LLMX 12+ AM    | Hurricane Mills, TN |
| 2006 | Jessica Patterson | WMA         | EUA                 | Tarah Gieger      | LLMX AM        | Hurricane Mills, TN |
| 2007 | Jessica Patterson | WMA         | EUA                 | Tarah Gieger      | LLMX 12+ AM    | Hurricane Mills, TN |
| 2008 | Ashley Fiolek     | WMA         | EUA                 | Vicky Golden      | LLMX AM        | Hurricane Mills, TN |
|      |                   |             |                     |                   |                |                     |
| 2009 | Ashley Fiolek     | WMX Nat'l   | EUA                 | Shelbie Brittain  | LLMX 14+ AM    | Hurricane Mills, TN |
| 2010 | Jessica Patterson | WMX Nat'l   | EUA                 | Alexah Pearson    | LLMX 14+ AM    | Hurricane Mills, TN |
| 2011 | Ashley Fiolek     | WMX Nat'l   | EUA                 | Kasie Creson      | LLMX 14+ AM    | Hurricane Mills, TN |
| 2012 | Ashley Fiolek     | WMX Nat'l   | EUA                 | Taylor Higgins    | LLMX 14+ AM    | Hurricane Mills, TN |
| 2013 | Jessica Patterson | WMX 3x CWN  | EUA                 | Mackinzie Tricker | LLMX 14+ AM    | Hurricane Mills, TN |
| 2014 | Marissa Markelon  | WMX Pro     | EUA                 | Mackinzie Tricker | LLMX AM        | Hurricane Mills, TN |
| 2015 | Kylie Fasnacht    | Women's Pro | EUA                 | Mackinzie Tricker | LLMX All-Star  | Hurricane Mills, TN |
| 2016 | Kylie Fasnacht    | WMX Pro     | EUA                 | Brandy Richards   | LLMX All Stars | Hurricane Mills, TN |
| 2017 | Kylie Fasnacht    | WMX Pro     | EUA                 | Hannah Hodges     | LLMX 12+ AM    | Hurricane Mills, TN |
| 2018 | Jordan Jarvis     | Women's WMX | Hurricane Mills, TN | Jordan Jarvis     | LLMX 12+ AM    | Hurricane Mills, TN |

### LLMX (2019-Actualitat)
Font:
A 10 de novembre de 2024
| Any  | WMX               | WMX         | Girls             | Girls       |
| Any  | Campiona          | Motocicleta | Campiona          | Motocicleta |
| ---- | ----------------- | ----------- | ----------------- | ----------- |
| 2019 | Jazzmyn Canfield  | Yamaha      | Mikayla Nielsen   | KTM         |
| 2020 | Jordan Jarvis     | Kawasaki    | Katie Benson      | KTM         |
| 2021 | Sophia Phelps     | Kawasaki    | Kyleigh Stallings | Husqvarna   |
|      |                   |             |                   |             |
| 2022 | Sophia Phelps     | Kawasaki    | Kyleigh Stallings | Husqvarna   |
| 2023 | Kyleigh Stallings | Kawasaki    | Mayla Herrick     | Husqvarna   |
| 2024 | Kyleigh Stallings | Kawasaki    | Lachlan Turner    | Gas Gas     |